# میرامیچی، نیوبرانزویک
میرامیچی (به انگلیسی: Miramichi) یک شهر در کانادا است که در استان نیوبرانزویک واقع شده‌است. میرامیچی ۱۷٬۵۳۷ نفر جمعیت دارد.